# Mike DeWine
Mike DeWine, född 5 januari 1947 i Springfield, Ohio, är en amerikansk republikansk politiker. Han är Ohios guvernör sedan den 14 januari 2019. Han har representerat delstaten Ohio i båda kamrarna av USA:s kongress, först i representanthuset 1983–1991 och sedan i senaten 1995–2007. Han kandiderade till en tredje mandatperiod i senaten i kongressvalet i USA 2006 men förlorade mot demokraten Sherrod Brown.

## Biografi
DeWine avlade 1969 kandidatexamen i pedagogik vid Miami University i Oxford, Ohio och tre år senare juristexamen vid Ohio Northern University. Han var distriktsåklagare i Greene County, Ohio 1977–1981 och senator i Ohios senat 1981–1982.
Kongressledamoten Bud Brown förlorade guvernörsvalet i Ohio 1982 mot Dick Celeste. DeWine vann kongressvalet och efterträdde Brown i representanthuset i januari 1983. Han omvaldes tre gånger.
DeWine var viceguvernör i Ohio från 1991 till 1994. Han förlorade senatsvalet 1992 mot sittande senatorn John Glenn. Senator Howard Metzenbaum kandiderade inte till omval i senatsvalet 1994. DeWine besegrade Metzenbaums svärson Joel Hyatt i valet och tillträdde sedan som senator i januari 1995. DeWine omvaldes 2000 mot tidigare guvernören Dick Celestes bror Ted Celeste. Sex år senare fick DeWine 44 % av rösterna då han besegrades av Sherrod Brown.
Han var kandidat i republikanska partiet vid primärvalet för guvernör i Ohio i valet 2018. DeWine vann framgångsrikt det republikanska primärvalet. Han mötte demokraten Richard Cordray i november 2018. DeWine valdes till guvernör i Ohio och besegrade Cordray.
I augusti 2020 testade han sig tre gånger samma dag för Covid-19. Ett första snabbtest var positivt men två därpå följande PCR-test var negativa.